# Pas Paravant
Pas Paravant war eine österreichische Avantgarde-Musikgruppe. Sie entstand 1980 im sogenannten „Wohnzimmer“ in Wien und fand 1982 zu ihrem Namen. Mit einer Ausnahme bestand sie aus bildenden Künstlern, die sich der unterschiedlichsten Medien und Materialien bedienten. Die anfängliche Kerngruppe aus drei Personen wuchs in den ersten Jahren auf neun, schrumpfte Mitte der 1980er Jahre kurzfristig auf die Anfangsdrei zusammen, um sich 1987 bei der Zahl sechs einzupendeln. Wolfgang Stengel schrieb über die Arbeitsmethode der Band 1991: „… Auf keinen Nenner zu bringen, sich dem kleinsten gemeinsamen versperrend, verbindet die Einzelnen (Musiker) kein verbalisiertes Programm, wohl aber ein a priori Konsens des Tuns. Aus dieser Offenheit und Heterogenität heraus wachsen auch die Resultate.“

## Mitglieder
- Felix Dorner – Gesang, Gitarre – 1983–1985
- Martin Eiter – Gesang, Synthesizer – 1982–1983
- Karl Kowanz – Altsaxophon, Sopransaxophon, Gesang, Synthesizer – ab Dez. 1980
- Renate Kowanz-Kocer – Schlagzeug, Gesang – ab Dez. 1980
- Wolfgang Poor – Basssaxophon, Percussion, Gesang – ab Dez. 1980
- Günther Schrom – E-Bass, Gesang – 1981–1985
- ManfreDu Schu – Gesang, Synthesizer – 1982–1985
- Wolfgang Steng(e)l – Gesang, Gitarre, Percussion – 1981–1985
- Hans Weigand – Gitarre, E-Bass – 1981–1985

## Geschichte

### 1980–1985: Gründungsgeschichte und Anfangsjahre
Die Wurzeln der Band gehen zurück auf das Jahr 1980, als Karl Kowanz (as., ss., synth., voc.), Renate Kowanz-Kocer (dr., voc.) und Wolfgang Poor (bs., perc., voc.) die vorerst noch namenlose Gruppe Pas Paravant in Wien, Floridsdorf, gründeten. Sie formierte sich als eine offene Gruppe aus dem Kunstakademien-Umfeld von bildenden Künstlern und Musikern, um im sogenannten „Wohnzimmer“ gemeinsam neue Musik zu machen.
Im März 1981 erschien die erste limitierte Musikkassette des Trios aus dem „Wohnzimmer“. Bald darauf stiegen ihre gemeinsamen Künstlerfreunde Martin Eiter (synth., voc.), der jedoch schon nach einem Jahr die Gruppe wieder verließ, da er nach Kitzbühel übersiedelte, Günther Schrom (eb., voc.), Wolfgang Stengel (guit., voc.) und Hans Weigand (guit., eb.) mit ein, und veröffentlichten kurz danach „Die Grüne“, „Twilight, for Pleasure“ und „Naema“, die mit unabhängigen Strukturen von Indie Synthie-Rock, New Wave und Minimal Wave experimentierten und in Künstlerkreisen sehr schnell gehandelt wurden. 1982 wurde Manfred Schu (ManfreDu) (voc., synth., harm.) und 1983 der Gitarrist Felix Dorner (guit., voc.) Bandmitglieder.
Es folgten die Limitierte „Nr. 5“ und die Limitierte „Nr. 6“, auf denen sich ihre musikalische Sprache durch die vielfältigen künstlerischen Positionen der Bandmitglieder zu einem transparenteren Farbklang verändert hatte, der Einflüsse von Minimal Music, Jazz, Noise, Minimal Synth und experimentelle elektronische Klanglandschaften entwickelte und durch die spontane Arbeitsweise mit verstärkten Gitarrenriffs und akustischen Instrumenten wie Klarinette, Saxophon, Schlagzeug oder Flöte integrierte Klangräume erschaffte.
W. Stengel definierte damals den Klangkörper der Band wie folgt: „… Bei Pas Paravant handelt es sich um ein organoid vazierendes Überschuss-Unternehmen-Unterfangen. … In gleichbleibender Infrequenz wird Material eingespielt, bis sich aus einer inneren oder von außen herangetragenen Notwendigkeit die Zeit der Produktion, des Fassens, Siebens und Verdichtens ergibt.“
Das Jahr 1983 markierte für Pas Paravant eine Wende aus dem „Wohnzimmer“ zu größerer Öffentlichkeit hin: in dem Video „Skizzen nach Motiven der Hecke“ und den ersten größeren Auftritten im ORF-Hörfunk, mit den „Miniaturen“ in der Musikbox, sowie im Fernsehen, mit der ORF-Sendung „Kunst zum Überleben“ fand dies ihren Niederschlag.
Am 23. Mai fand ein erster Höhepunkt mit dem Konzert im internationalen Festival „Töne & Gegentöne“ bei den Wiener Festwochen in der Wiener Secession statt, wonach, als darauffolgende Gruppe, The Residents folgten, zum großen Stolz für PAS PARAVANT, da diese für die Band einen Vorbildcharakter hatten.
Durch die starke Beziehung der Gruppenmitglieder von Pas Paravant zur bildenden Kunst wurde am 4. März ein legendäres Konzert in der bekannten Galerie Nächst St. Stephan in Wien aufgeführt. Am 21. Juni folgte der Auftritt an der Universität für angewandte Kunst in Wien, damals noch Hochschule für angewandte Kunst, an der zu dieser Zeit Künstler wie Joseph Beuys oder Bazon Brock unterrichteten. mit „Die längste Nacht“.
Im Herbst 1983 erschien aus dem „Wohnzimmer“ mit musikalischen Neuerungen durchzogen „Die Rosa“ in limitierter Auflage.
Am 8. Jänner 1984 wurde das Eröffnungskonzert „Pas Paravant“ in der „Szene Wien“ in Wien-Simmering gegeben. Danach folgten das Hörspiel „Die Prinzessin“ im ORF und dem „Post Stand“ bei der Ars Electronica in Linz.
1985 wurde unter dem Namen Pas Paravant von K. Kowanz, R. Kowanz-Kocer und W. Poor die Filmmusik für „Merken sie sich dieses Gesicht“ unter der Regie von Gerhard Mesek produziert.

### 1986–1991
Das frühe Schaffen von Pas Paravant wurde durch K. Kowanz, R. Kowanz-Kocer und W. Poor im Oktober 1986 mit der Schallplatte „Brot und Spiel“ bei der Videonale im ORF zusammengefasst, wobei diese Präsentation mit einer Installation der Künstlerin Romana Scheffknecht und dem Cover von Künstler Peter Kogler komplettiert wurden. Wolfgang Kos beschrieb die Musik der „Pas Paravant Schallplatte“ mit den Worten: „Brot und Spiele; … Diese Kurzstücke sind ziemlich wilde Ritte: Sie sind bläseruntypisch komponiert, weil sie den Spielern keinen Platz zum Anblasen und Luftholen lassen … Auch die Computerstücke, die mitunter tanzmusikalisch dahinschaukeln wie minimalistische Sport – Coupés, haben ihre Tücken: Da ist die flotte Glätte eines Orgelsounds à la Sixties, da ist aber auch percussive Unrast …“
Danach folgte 1987 in der gleichen Besetzung eine Aufführung aus der Reihe „Zwei Zimmer - Pas Paravant & Gäste“ bei der Ars Electronica in Linz, wieder mit einer Bühneninstallation von Romana Scheffknecht und R. Putz.
1988 fand in der Galerie Grita Insam in Wien die Performance mit gleichlautender Ausstellung „Zwei Zimmer - 2.Akt“ mit den Pas Paravant Gästen Wolfgang Stengl und Hans Weigand statt, wo auch die Schallplatte mit der „Musik aus - Zwei Zimmer“ vorgestellt wurde. Danach folgte wieder eine längere Pause, da die einzelnen Gruppenmitglieder ihre Soloprojekte vorantrieben, um dann im Frühjahr 1991 wieder zu einem gemeinsamen Projekt zusammen zu finden, unter der Devise „The Beat Goes On“, welches unter dem Namen „Hörzeitraum Pas Paravant“ mit einer Live Performance in einem aus farbigen Schicht-Funderplatten erbauten Bühnen-Bauwerk und dem Video „The Beat Goes On“ in der Funderhalle, Sankt Veit an der Glan / Österreich aufgeführt wurde.

## Diskografie

### Studioalben
- 1981: Floridsdorf Dez. 80–Feb. 81 (MC)
- 1981: Die Grüne (MC)
- 1981: Twilight, for Pleasure (MC)
- 1981: Naema (MC)
- 1982: Nr. 5 & Nr. 6 (MC)
- 1983: Nr. 7 (die Rosa) (MC)
- 1986: Brot und Spiel (12INCH33)
- 1987: Pas Paravant Revisited / Workshop (MC)
- 1988: Musik aus – Zwei Zimmer (12INCH33)
- 1991: Hörzeitraum Pas Paravant (CD)
- 2010: Neonbeats (CD-2)

### Audioaufnahmen
- 1981: 1. Audiocassette: Kocer/Kowanz/Poor – Floridsdorf Dez. 80–Feb. 81.
- 1981: 2. Audiocassette: Eiter/Kocer/Kowanz/Poor/Schrom/Stengl/Weigand „Die Grüne“
- 1981: 3. Audiocassette: Eiter/Kocer/Kowanz/Poor/Schrom/Stengl/Weigand „Twilight, for Pleasure“
- 1981: 4. Audiocassette: Eiter/Kocer/Kowanz/Poor/Schrom/Stengl/Weigand „Naema“
- 1982: 5. Audiocassette: Eiter/Dorner/Kocer/Kowanz/Poor/Schu/Schrom/Stengl/Weigand „Nr.5“
- 1982: 6. Audiocassette: Eiter/Dorner/Kocer/Kowanz/Poor/Schu/Schrom/Stengl/Weigand „Nr.6“
- 1983: 7. Audiocassette: Kocer/Kowanz/Poor/Schu/Schrom/Stengl/Weigand „7“ (die Rosa)

### Weitere Aufnahmen
- 1983: Skizzen nach Motiv der Hecke (Video)
- 1983: Miniaturen (eine Gehörausstellung der Musikbox / ORF)
- 1983: Kunst zum Überleben (ORF-Sendung)

## Konzerte
- 8. Januar 1983 Eröffnung „Szene Wien“
- 4. März 1983 Galerie nächst St. Stephan
- 23. Mai 1983 „Töne & Gegentöne“ – Wr. Festwochen
- 21. Juni 1983 „Die längste Nacht“ – Hochschule f. Angewandte Kunst in Wien
- Videovorführungen: „1.Intern. Videofestspiele“ – Berlin
- „Krienser Filmtage“ -Schweiz
- 1. Festival Intern. „Cinema Giovani Torino ’83“,
- Telefonkonzert: „Berlin-Budapest-Wien“